# Nocturne i blått och guld: Old Battersea Bridge
Nocturne i blått och guld: Old Battersea Bridge (engelska: Nocturne in Blue and Gold: Old Battersea Bridge) är en oljemålning av den amerikansk-brittiske konstnären James Abbott McNeill Whistler. Den målades 1872–1875 och ingår sedan 1905 i Tate Britains samlingar i London.
Det här är den femte av ett drygt 30-tal "Nocturne-målningar" som Whistler på 1870-talet målade med Themsen under en natthimmel som motiv. Det var hans mecenat, skeppsredaren Frederick Richards Leyland (1831–1892) som föreslog namnet Nocturne. Den musikaliska referensen i namnet var väl medvetet (jämför hans verk Symfoni i vitt) och låg i linje med Whistlers esteticism och dess slagord "konst för konstens skull". Han uttryckte "by using the word ‘nocturne’ I wished to indicate an artistic interest alone, divesting the picture of any outside anecdotal interest which might have been otherwise attached to it. A nocturne is an arrangement of line, form and colour first".
Whistler var en av de västerländska konstnärerna som först influerades av japonismen. Inflytandet från japanska färgträsnittens kompositionsschema är tydligt i Nocturne i blått och guld: Old Battersea Bridge. Bilden är uppdelad i ett förgrundsplan och ett bakgrundsplan och uppbyggd av horisontaler och vertikaler. 
Målningen föreställer den gamla Battersea Bridge över Themsen i höjd med Chelsea där Whistler var bosatt. Bron byggdes 1771 och revs 1885 för att ge plats för den nya Battersea Bridge. Titelns guldreferens syftar på det fyrverkeri som framskymtar på kvällshimlen i bildens bakgrund.

## Relaterade målningar
Whistler målade ett stort antal "Nocturne-målningar"; den mest berömda är Nocturne i svart och guld: Den fallande raketen (omkring 1875). I Tate Britains samlingar finns också den första Nocturne-målningen med motiv från Themsen: Nocturne: blått och silver – Chelsea (1871). Andra Nocturne-målningar finns på Freer Gallery of Art i Washington som bland annat äger en pastellskiss till Old Battersea Bridge och oljemålningen Nocturne: Blue and Silver – Battersea Reach (1870–1875).        

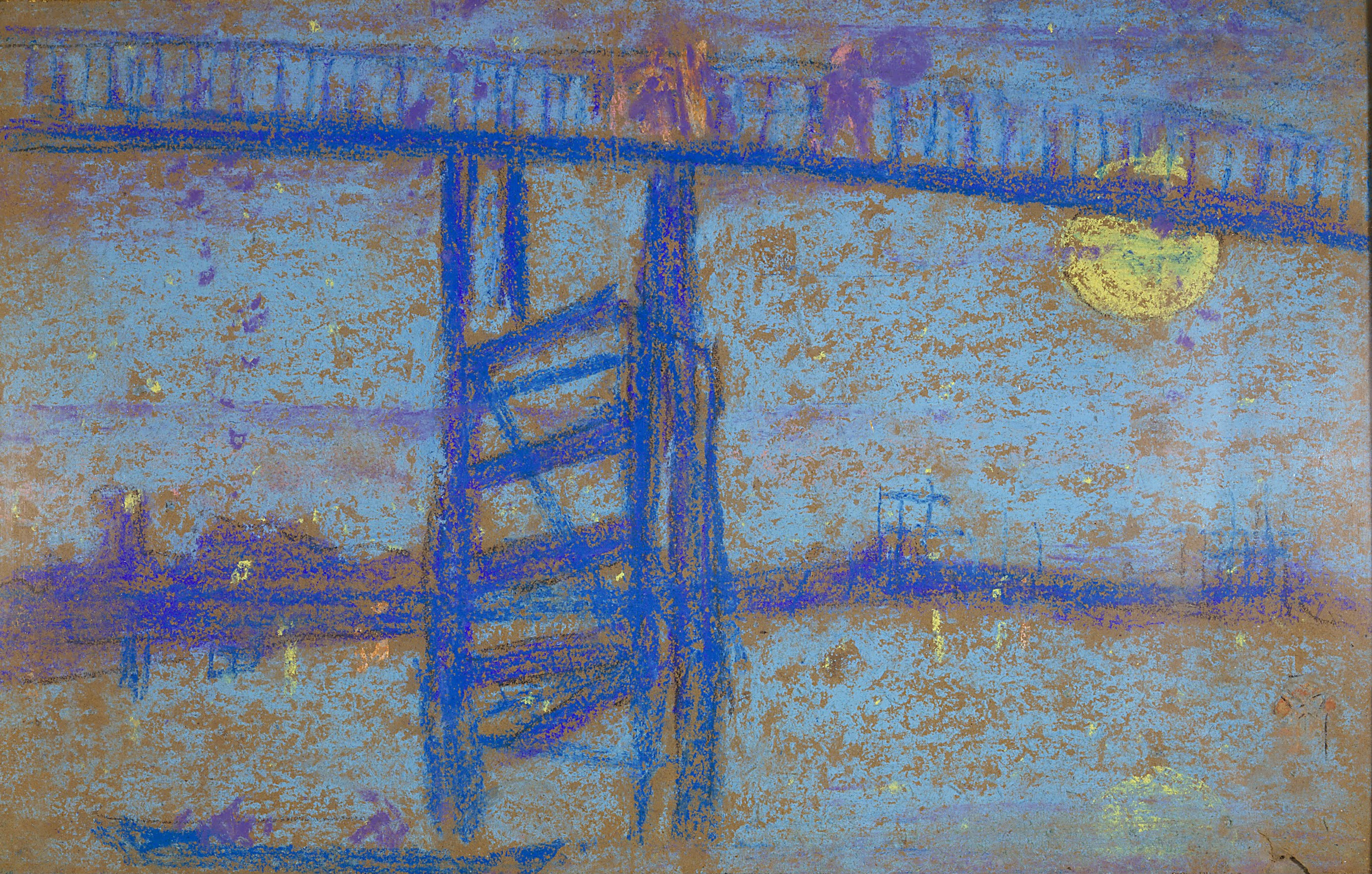
Nocturne: Battersea Bridge (1872-1873), Freer Gallery of Art i Washington.
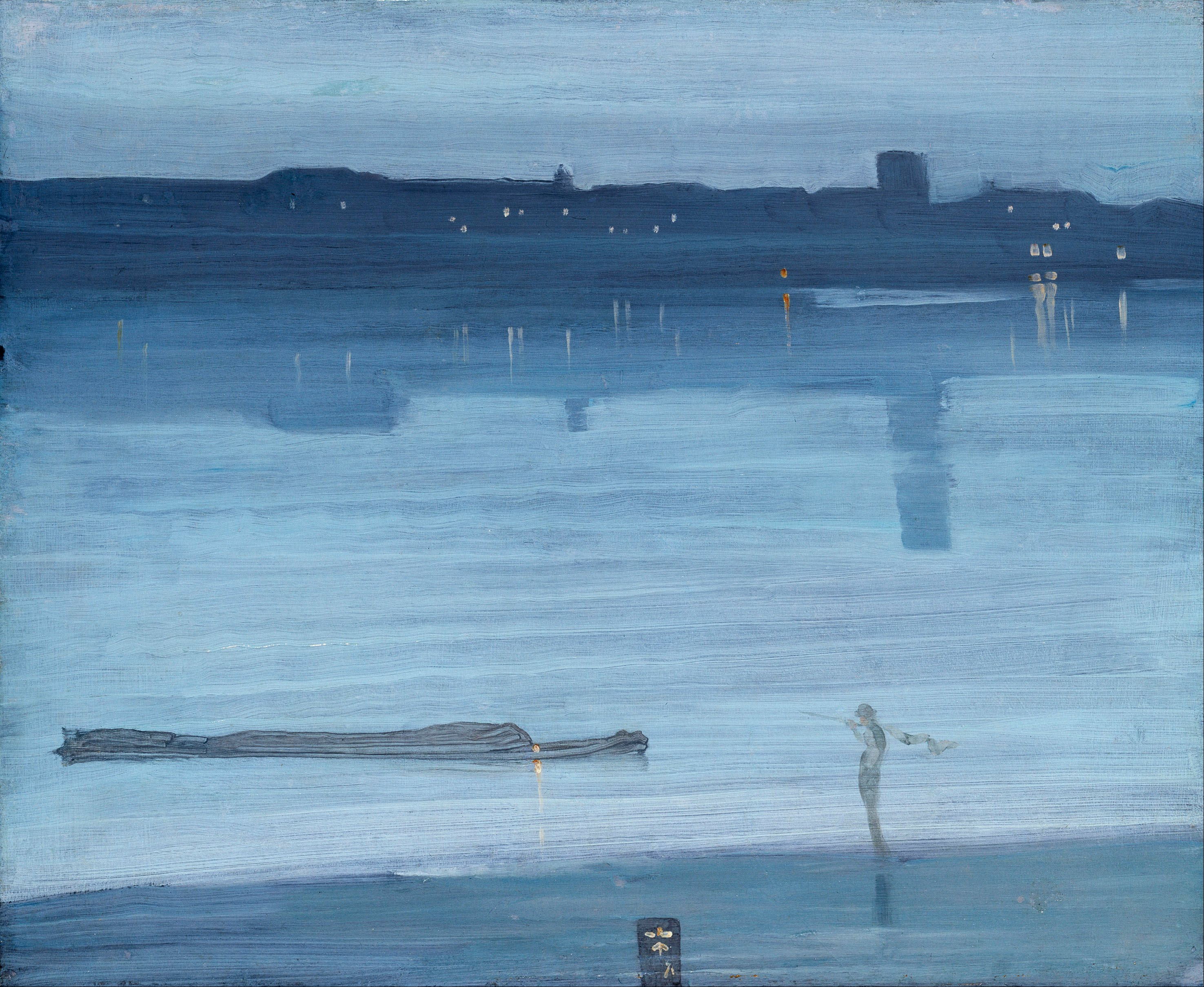
Nocturne: blått och silver – Chelsea (1871), Tate Britain.
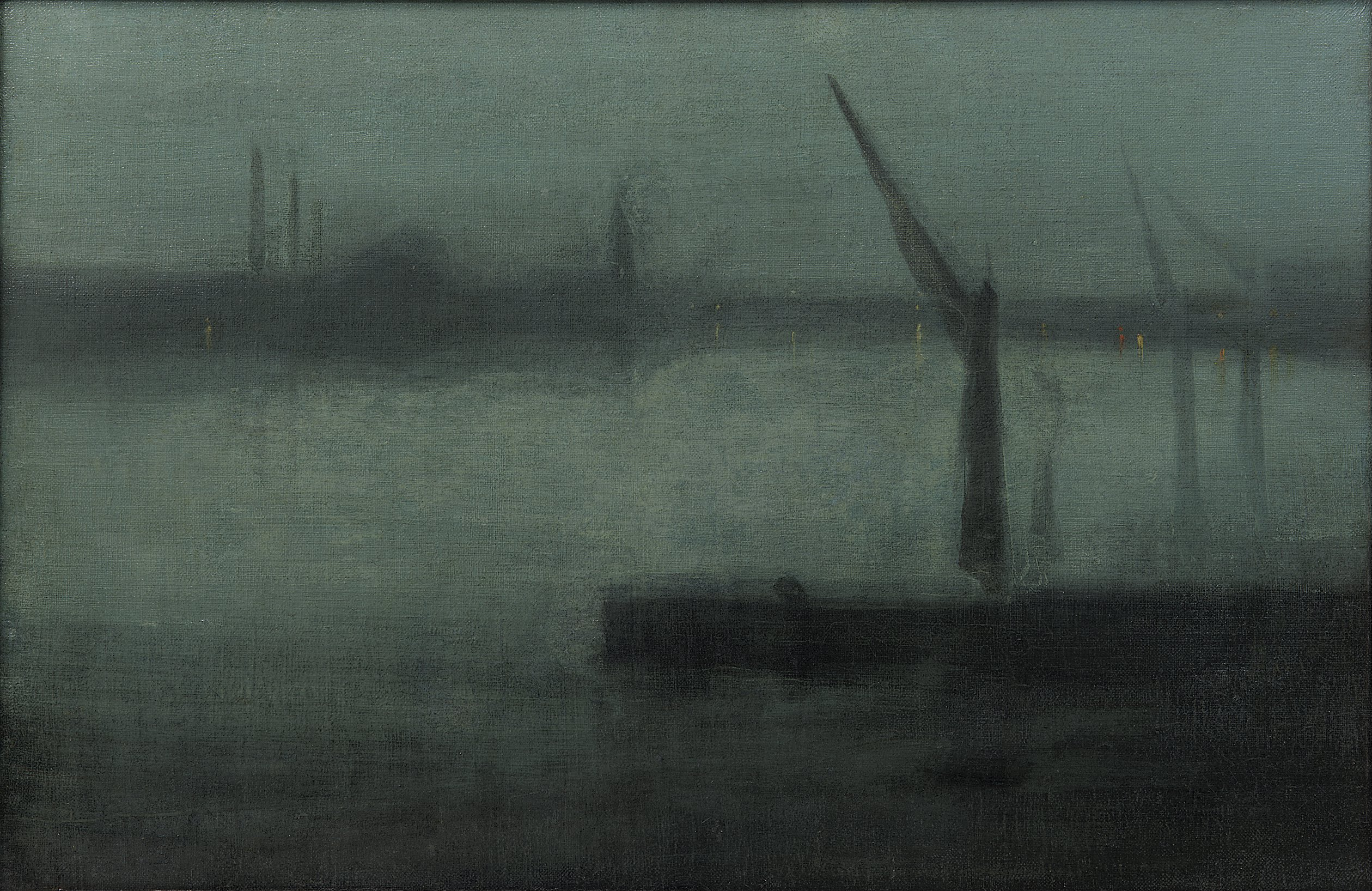
Nocturne: Blue and Silver – Battersea Reach (1870–1875), Freer Gallery of Art i Washington.